# Riesel (Texas)
Riesel ist eine Stadt im McLennan County im US-Bundesstaat Texas in den Vereinigten Staaten. Das U.S. Census Bureau hat bei der Volkszählung 2020 eine Einwohnerzahl von 1.062 ermittelt.

## Geografie
Die Stadt liegt rund 20 Kilometer südöstlich von Waco im Südosten des Countys und hat eine Gesamtfläche von 10,3 km².

## Geschichte
Ihren Namen hat die Stadt von W.H. Riesel, einem der vielen Deutschen, die sich in der Gegend ansiedelten und der dort um 1880 eine Egreniermaschine baute.

## Demografische Daten
Nach der Volkszählung im Jahr 2000 lebten hier 973 Menschen in 357 Haushalten und 287 Familien. Die Bevölkerungsdichte betrug 94,6 Einwohner pro km². Ethnisch betrachtet setzte sich die Bevölkerung zusammen aus 94,76 % weißer Bevölkerung, 0,31 % Afroamerikanern, 0,31 % amerikanischen Ureinwohnern, 0,72 % Asiaten, 0,10 % Bewohnern aus dem pazifischen Inselraum und 3,08 % aus anderen ethnischen Gruppen. Etwa 0,72 % waren gemischter Abstammung und 6,58 % der Bevölkerung waren spanischer oder lateinamerikanischer Abstammung.
Von den 357 Haushalten hatten 39,8 % Kinder unter 18 Jahre, die im Haushalt lebten. 66,4 % davon waren verheiratete, zusammenlebende Paare. 10,1 % waren allein erziehende Mütter und 19,6 % waren keine Familien. 17,4 % aller Haushalte waren Singlehaushalte und in 9,2 % lebten Menschen, die 65 Jahre oder älter waren. Die Durchschnittshaushaltsgröße betrug 2,73 und die durchschnittliche Größe einer Familie belief sich auf 3,10 Personen.
30,6 % der Bevölkerung waren unter 18 Jahre alt, 4,6 % von 18 bis 24, 31,1 % von 25 bis 44, 18,7 % von 45 bis 64, und 14,9 % die 65 Jahre oder älter waren. Das Durchschnittsalter war 36 Jahre. Auf 100 weibliche Personen aller Altersgruppen kamen 89,7 männliche Personen. Auf 100 Frauen im Alter von 18 Jahren und darüber kamen 88,5 Männer.
Das jährliche Durchschnittseinkommen eines Haushalts betrug 35.234 USD, das Durchschnittseinkommen einer Familie 38.875 USD. Männer hatten ein Durchschnittseinkommen von 30.313 USD gegenüber den Frauen mit 23.571 USD. Das Prokopfeinkommen betrug 15.315 USD. 9,5 % der Bevölkerung und 7,4 % der Familien lebten unterhalb der Armutsgrenze. Davon waren 16,3 % Kinder und Jugendliche unter 18 Jahren und 4,4 % waren 65 oder älter.